# Arrentela
Arrentela ist eine portugiesische Ortschaft und ehemalige Gemeinde (Freguesia) in der im Distrikt Lissabon liegenden Stadt Seixal auf der Setúbal-Halbinsel auf der Südseite des Tejo. Sie gehört zum Siedlungsgebiet, das als Margem Sul do Tejo bekannt ist.
Ihr Schutzpatron ist die Mutter Gottes Nossa Senhora da Consolação.
Feiertag ist der 1. November, an dem eine große Prozession stattfindet zu Ehren der Nossa Senhora da Soledade, die das Wunder vollbrachte, den Tsunami nach dem Erdbeben von Lissabon 1755 von der Tejo-Bucht fernzuhalten. 

## Verwaltung
In Arrentela lebten am 30. Juni 2011 28.648 Einwohner – Arrentelenses – auf einer Fläche von 10,2 km². 
Zu Arrentela gehören die Quartiere Casal do Marco, Casal de Santo António, Cavadas, Cavaquinhas, Pinhal dos Frades und Torre da Marinha.
Im Zuge der administrativen Neuordnung in Portugal zum 29. September 2013 wurde die Gemeinde Arrentela mit den Gemeinden Aldeia de Paio Pires und Seixal zur neuen Gemeinde União das Freguesias do Seixal, Arrentela e Aldeia de Paio Pires zusammengeschlossen. Hauptsitz der neuen Gemeinde wurde Seixal.

## Persönlichkeiten
- José Henrique (* 1943), Fußballspieler